# Hypercementose
Hypercementose is een reactieve hyperplasie van het cementum van de tandwortel. Het cementum (Latijnse schrijfwijze: caementum ) of cement is de buitenste laag van de tandwortel. De hypercementose is radiopaak en dus zichtbaar op een röntgenfoto.  Door deze overtollige cementafzetting  zal er een verdikking van de tandwortel ontstaan, en kan de wortel een omgekeerde trommelstokvorm aannemen wat de extractie (het trekken) de tand erg kan bemoeilijken.  De oorzaak van de hypercementose is zelden bekend, maar kan gezien worden als een reactie op een uitwendige prikkel (een slag, overdruk, ontzenuwing…).